# Длгополка
Длгополка (словац. Dlhopoľka) — річка в Словаччині; права притока Вагу. Протікає в окрузі Жиліна.
Довжина — 13.2 км. Витікає в масиві Яворники  на висоті 750 метрів.
Протікає територією сіл Довге Поле (Словаччина) і Сведернік. Впадає у Ваг на висоті 313 метрів.